# Birama Ndoye
Birama Ndoye (Dakar, 27 marzo 1994) è un ex calciatore senegalese naturalizzato mauritano, di ruolo centrocampista.

## Carriera

### Club
Birama ha iniziato a giocare a calcio nell'Etoile Sport Dakar. Per avanzare nella sua carriera, Birama decide di trasferirsi in Europa e, dopo due provini presso Parma e Empoli, viene ingaggiato dal Sion. Passa in prima squadra nel 2013, anno del suo esordio in Super League il 25 maggio 2013 contro il Thun. Il 2 novembre 2014 ha messo a segno la sua prima rete in massima serie, nel 2-2 contro l'Aarau.

### Nazionale
Nel 2023 ha esordito in nazionale.

## Statistiche

### Presenze e reti nei club
Statistiche aggiornate al 3 agosto 2021.
| Stagione        | Squadra         | Campionato      | Campionato | Campionato | Coppe nazionali | Coppe nazionali | Coppe nazionali | Coppe continentali | Coppe continentali | Coppe continentali | Altre coppe | Altre coppe | Altre coppe | Totale | Totale |
| Stagione        | Squadra         | Comp            | Pres       | Reti       | Comp            | Pres            | Reti            | Comp               | Pres               | Reti               | Comp        | Pres        | Reti        | Pres   | Reti   |
| --------------- | --------------- | --------------- | ---------- | ---------- | --------------- | --------------- | --------------- | ------------------ | ------------------ | ------------------ | ----------- | ----------- | ----------- | ------ | ------ |
| 2012-2013       | Sion            | SL              | 3          | 0          | CS              | 0               | 0               | -                  | -                  | -                  | -           | -           | -           | 3      | 0      |
| 2013-2014       | Sion            | SL              | 23         | 0          | CS              | 2               | 0               | -                  | -                  | -                  | -           | -           | -           | 25     | 0      |
| 2014-2015       | Sion            | SL              | 27         | 1          | CS              | 5               | 0               | -                  | -                  | -                  | -           | -           | -           | 32     | 1      |
| 2015-2016       | Sion            | SL              | 21         | 0          | CS              | 3               | 1               | UEL                | 7                  | 0                  | -           | -           | -           | 31     | 1      |
| 2016-2017       | Sion            | SL              | 12         | 1          | CS              | 2               | 0               | -                  | -                  | -                  | -           | -           | -           | 14     | 1      |
| 2017-2018       | Sion            | SL              | 9          | 0          | CS              | 0               | 0               | UEL                | 2                  | 0                  | -           | -           | -           | 11     | 0      |
| 2018-2019       | Sion            | SL              | 29         | 1          | CS              | 3               | 0               | -                  | -                  | -                  | -           | -           | -           | 32     | 1      |
| 2019-2020       | Sion            | SL              | 23         | 2          | CS              | 4               | 0               | -                  | -                  | -                  | -           | -           | -           | 27     | 2      |
| 2020-2021       | Sion            | SL              | 30+2       | 2          | CS              | 2               | 0               | -                  | -                  | -                  | -           | -           | -           | 34     | 2      |
| 2021-2022       | Sion            | SL              | 2          | 1          | CS              | 0               | 0               | -                  | -                  | -                  | -           | -           | -           | 2      | 1      |
| Totale carriera | Totale carriera | Totale carriera | 181        | 8          |                 | 21              | 1               |                    | 9                  | 0                  |             | -           | -           | 211    | 9      |

### Cronologia presenze e reti in nazionale
| Cronologia completa delle presenze e delle reti in nazionale ― Mauritania | Cronologia completa delle presenze e delle reti in nazionale ― Mauritania | Cronologia completa delle presenze e delle reti in nazionale ― Mauritania | Cronologia completa delle presenze e delle reti in nazionale ― Mauritania | Cronologia completa delle presenze e delle reti in nazionale ― Mauritania | Cronologia completa delle presenze e delle reti in nazionale ― Mauritania | Cronologia completa delle presenze e delle reti in nazionale ― Mauritania | Cronologia completa delle presenze e delle reti in nazionale ― Mauritania |
| Data                                                                      | Città                                                                     | In casa                                                                   | Risultato                                                                 | Ospiti                                                                    | Competizione                                                              | Reti                                                                      | Note                                                                      |
| ------------------------------------------------------------------------- | ------------------------------------------------------------------------- | ------------------------------------------------------------------------- | ------------------------------------------------------------------------- | ------------------------------------------------------------------------- | ------------------------------------------------------------------------- | ------------------------------------------------------------------------- | ------------------------------------------------------------------------- |
| 24-9-2022                                                                 | Nouakchott                                                                | Mauritania                                                                | 1 – 0                                                                     | Benin                                                                     | Amichevole                                                                | -                                                                         | 54’                                                                       |
| 27-9-2022                                                                 | Mohammedia                                                                | Rep. del Congo                                                            | 0 – 2                                                                     | Mauritania                                                                | Amichevole                                                                | -                                                                         |                                                                           |
| 24-3-2023                                                                 | Lubumbashi                                                                | RD del Congo                                                              | 3 – 1                                                                     | Mauritania                                                                | Qual. Coppa d'Africa 2023                                                 | -                                                                         | 80’                                                                       |
| 28-3-2023                                                                 | Nouakchott                                                                | Mauritania                                                                | 1 – 1                                                                     | RD del Congo                                                              | Qual. Coppa d'Africa 2023                                                 | -                                                                         |                                                                           |
| Totale                                                                    |                                                                           | Presenze                                                                  | 4                                                                         |                                                                           | Reti                                                                      | 0                                                                         |                                                                           |

## Palmarès

### Club

#### Competizioni nazionali
- Coppa Svizzera: 1

Sion: 2014-2015